# Lista de membros da Royal Society eleitos em 1936
Esta página lista Membros da Royal Society eleitos em 1936.

## Fellows
1. Alexander Aitken[2]
2. Sir John Cockcroft[3]
3. Herbert John Fleure[4]
4. Sir Clive Forster-Cooper[5]
5. Sir Alexander Gibb[6]
6. Sir Henry Lewis Guy[7]
7. Henry George Albert Hickling[8]
8. Lancelot Hogben[9]
9. Joseph Kenyon[10]
10. Edgar Hartley Kettle[11]
11. Sir Nevill Francis Mott[12]
12. Ronald Norrish[13]
13. Harry Hemley Plaskett[14]
14. Ernest Frederick Relf[15]
15. Francis John Worsley Roughton[16]
16. Birbal Sahni[17]
17. Ernest Basil Verney[18]

## Membros estrangeiros
1. Sigmund Freud[19]
2. Ludwig Jost[20]
3. Felix Andries Vening Meinesz[21]
4. Hermann Weyl[22]

## Estatuto 12
1. Sir Thomas Hudson Middleton[23]